# Mahnmal der Wirtschaftsuniversität Wien für die vom nationalsozialistischen Regime verfolgten Angehörigen der Hochschule für Welthandel
Mit dem Mahnmal der Wirtschaftsuniversität Wien für die vom nationalsozialistischen Regime verfolgten Angehörigen der Hochschule für Welthandel gedenkt die Wirtschaftsuniversität (WU) Wien aller Angehörigen der Hochschule für Welthandel, die zwischen 1938 und 1945 Opfer nationalsozialistischer Verfolgung gewesen sind.

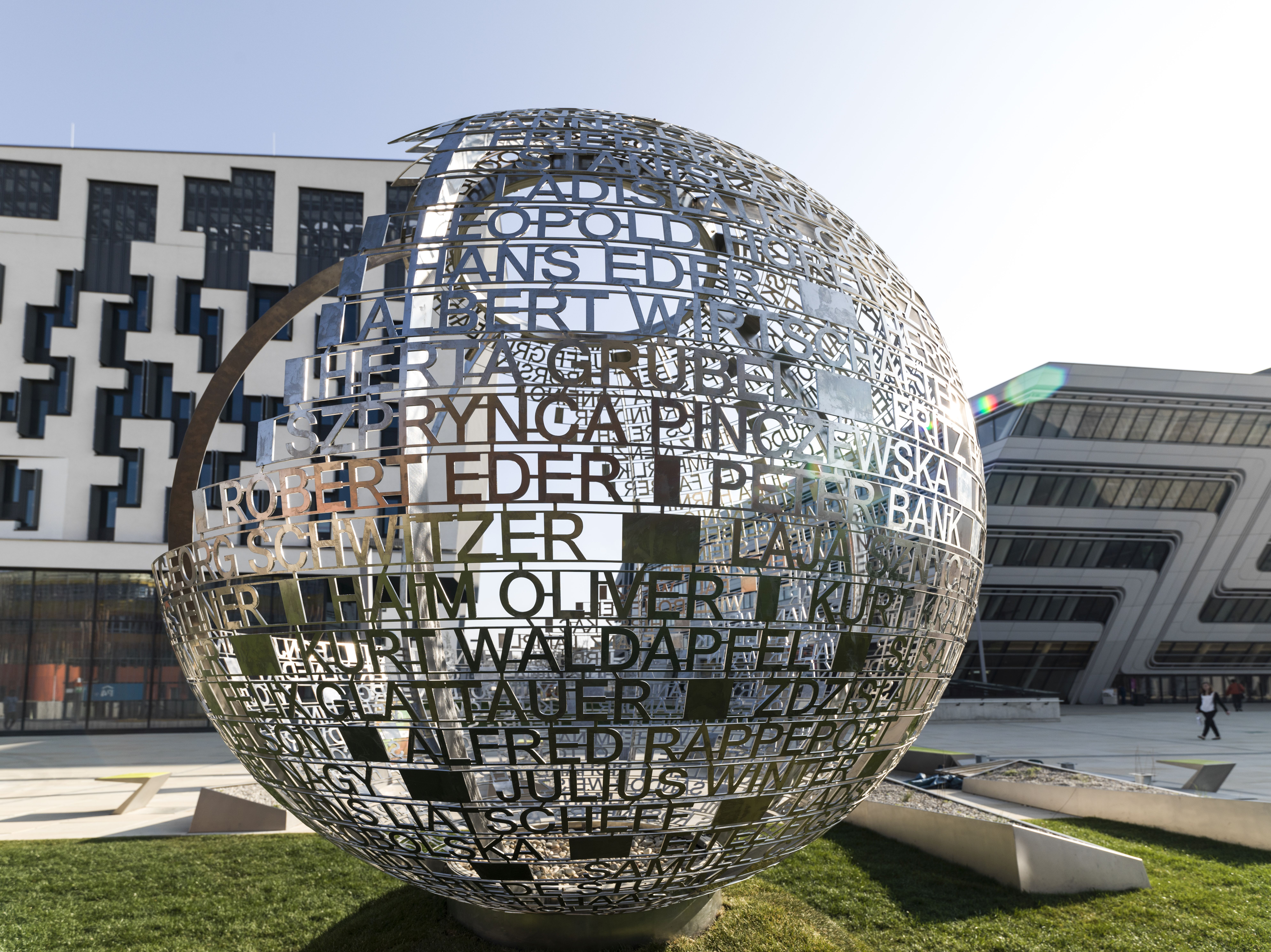
Mahnmal von Nordwesten

## Die Hochschule für Welthandel in der NS-Zeit
Wie für die anderen Hochschulen des bis dahin selbständigen Landes hatte der „Anschluss“ Österreichs an das „Dritte Reich“ im März 1938 tiefgreifende Folgen für die Hochschule für Welthandel, die Vorgängerin der WU Wien, und für deren Angehörige. Hierzu zählen insbesondere folgende Bereiche:
- „Säuberungen“: Innerhalb weniger Wochen wurden jüdische Studierende, Angestellte sowie Lehrbeauftragte aus der Hochschule ausgeschlossen. Dasselbe Schicksal traf Personen, die dem austrofaschistischen Regime nahegestanden waren. An ihre Stelle wurden regimetreue Dozenten aus Österreich und dem so genannten „Altreich“, also dem „Dritten Reich“, an die Hochschule berufen, doch auch nationalsozialistischen Wissenschaftern der „Welthandel“ bot die Nazifizierung Karrierechancen. Mit Beginn des Zweiten Weltkriegs wurden überdies Angehörige von sogenannten „Feindstaaten“ vom Studium ausgeschlossen, mehrere Hochschulangehörige wurden Opfer der Shoah. Studierende, die nach rassistischer Lesart als „Mischlinge“ galten, sahen sich bürokratischer Willkür und in etlichen Fällen dem Ausschluss vom Studium oder Restriktionen bei den Prüfungen ausgesetzt.
- Institutionelle Änderungen: Das Kuratorium der Hochschule für Welthandel, das insbesondere für die Verwaltung des Vermögens, die Überwachung der Buchführung und die Erhaltung des Hochschulgebäudes im Währinger Park verantwortlich war, wurde abgeschafft. Die Selbständigkeit der „Welthandel“ wurde auch dadurch weitgehend abgeschafft, dass der Rektor nicht mehr nach demokratischen bzw. oligarchischen Prinzipien vom Professorenkollegium gewählt, sondern vom Reichsministerium für Wissenschaft, Erziehung und Volksbildung (Berlin) ernannt wurde. Zugleich wurde die Hochschule nach dem hierarchischen „Führerprinzip“ umgestaltet. Darüber hinaus wurde ab 1940 die unmittelbare Korrespondenz zwischen der Hochschule und dem Reichsministerium dadurch aufgehoben, dass das neu geschaffene Amt des Kurators der wissenschaftlichen Hochschulen in Wien zwischengeschaltet wurde.
- Forschung und Lehre: Parallel zur Ausrichtung des Lehrkörpers am Nationalsozialismus (siehe oben) wurden die Publikationstätigkeit der Lehrenden, die Betreuung von Abschlussarbeiten des Diplomstudiengangs und von Dissertationen sowie das Lehrangebot an die Erwartungen des NS-Regimes angepasst. Neu eingeführt wurden Lehrveranstaltungen wie „Volk und Staat: Die nationalsozialistische Bewegung in der Ostmark“, „Volk und Rasse“, „Das Volkstum als Grundlage der Nationalerziehung“, „Deutschtum im Auslande“, „Rasse, Volkscharakter und politische Ideologie“ oder „Volkhaft deutsche Sprachkunde“, die mit der NS-Ideologie konform gingen. Bald nach dem „Anschluss“ Österreichs wurde an der Hochschule für Welthandel die deutsche Studienordnung eingeführt; hierdurch etwa büßten Fremdsprachen ihren Charakter als prüfungsrelevante Pflichtfächer des Diplomstudiengangs ein. Mit der „Südost-Stiftung des Mitteleuropäischen Wirtschaftstages Berlin zur Heranbildung junger Kaufleute für Südost-Europa“ beteiligte sich die Hochschule während des Zweiten Weltkriegs auch am Imperialismus des NS-Regimes.
- Aberkennung akademischer Grade: In vier Fällen sprach die Hochschule während der NS-Zeit im Kontext rassistisch und politisch motivierter Verfolgung Absolventen die akademischen Grade ab, die diese in der Zeit der Ersten Republik (1918–1934) erworben hatten.

## Das Gedenkprojekt der WU Wien
Seit November 2012 untersucht die WU Wien im Rahmen ihres Gedenkprojekts das Schicksal der Studierenden der Hochschule für Welthandel, die zwischen 1938 und 1945 im Kontext politisch oder rassistisch motivierter Verfolgung am Studium, an Prüfungen, an der Promotion oder an der Führung ihrer rechtmäßig erworbenen akademischen Titel gehindert wurden. Die Namen der betreffenden Personen bilden das Mahnmal, ihre Biografien werden sukzessive im Gedenkbuch für die Opfer des Nationalsozialismus an der Hochschule für Welthandel 1938–1945 präsentiert.
Neben den Studierenden enthalten Mahnmal und Gedenkbuch auch die Lehrenden und Verwaltungsangestellten der Hochschule für Welthandel, die aus politischen oder „rassischen“ Gründen an der Ausübung ihrer beruflichen bzw. wissenschaftlichen Tätigkeit ge- oder behindert wurden.

## Der Wettbewerb zum Mahnmal

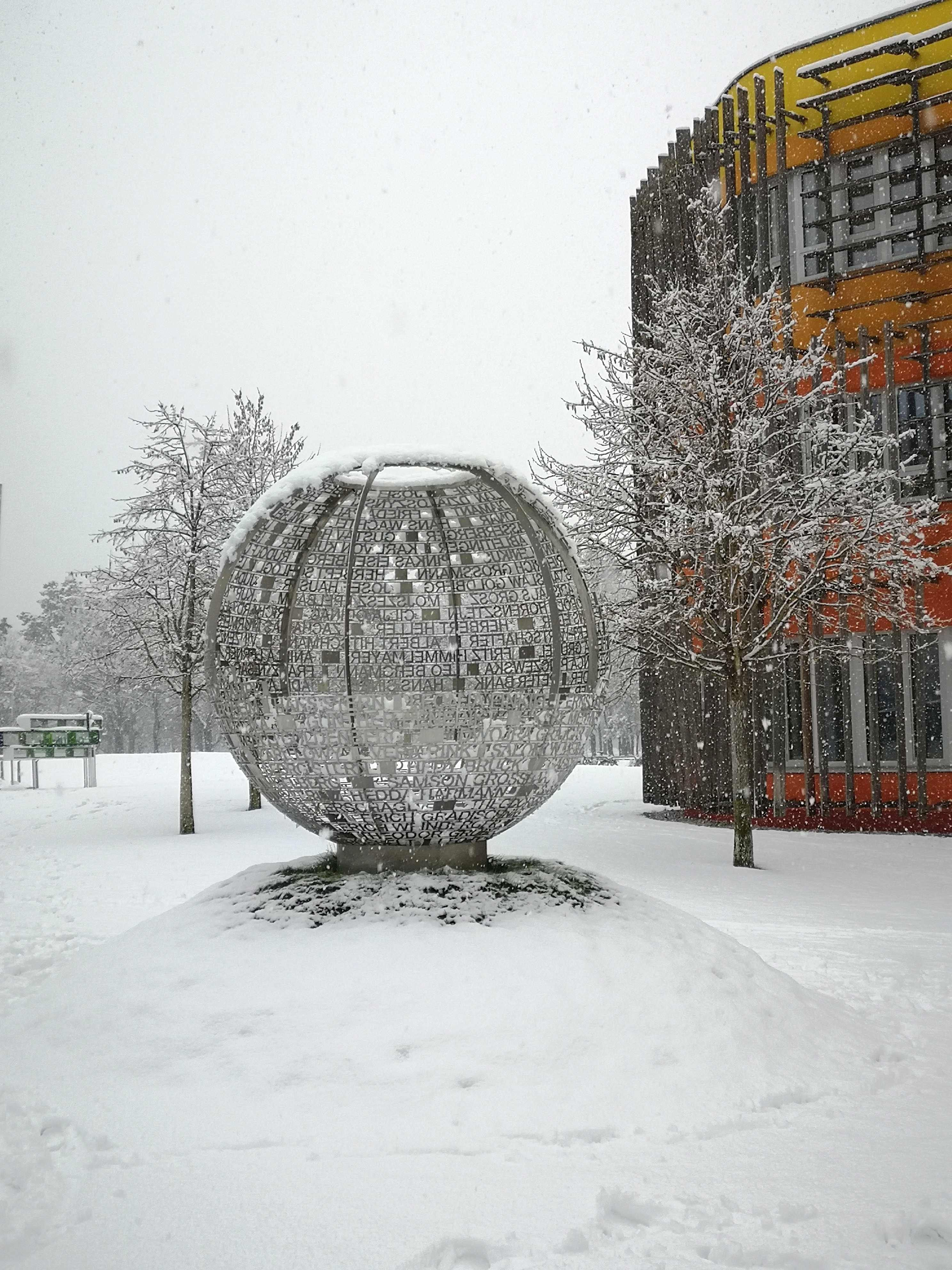
Mahnmal von Norden im Schnee

Parallel zu den historischen Forschungen schrieb die WU Wien im Sommer 2013 zusammen mit der Akademie der bildenden Künste Wien einen Wettbewerb aus, an dem Studierende und junge Absolventen der Akademie teilnehmen konnten. Ziel war die Erarbeitung von künstlerischen Vorschlägen für ein Mahnmal, das sämtliche Namen der Opfer, die bis dahin identifiziert werden konnten, zeigen sollte. Außerdem musste die nachträgliche Ergänzung von Namen möglich sein, die zu einem späteren Zeitpunkt infolge weiterer Forschungen ebenfalls als Opfer nationalsozialistischer Verfolgung identifiziert würden. Der genaue Standort, die maximalen Ausmaße und die technischen Bedingungen wurden vorgegeben, alle übrigen Aspekte der künstlerischen Gestaltung standen den Nachwuchskünstlern frei. Eine Jury wählte im Herbst 2013 aus den 28 Einreichungen die drei besten Entwürfe aus.
Den Wettbewerb gewann Alexander Felch.

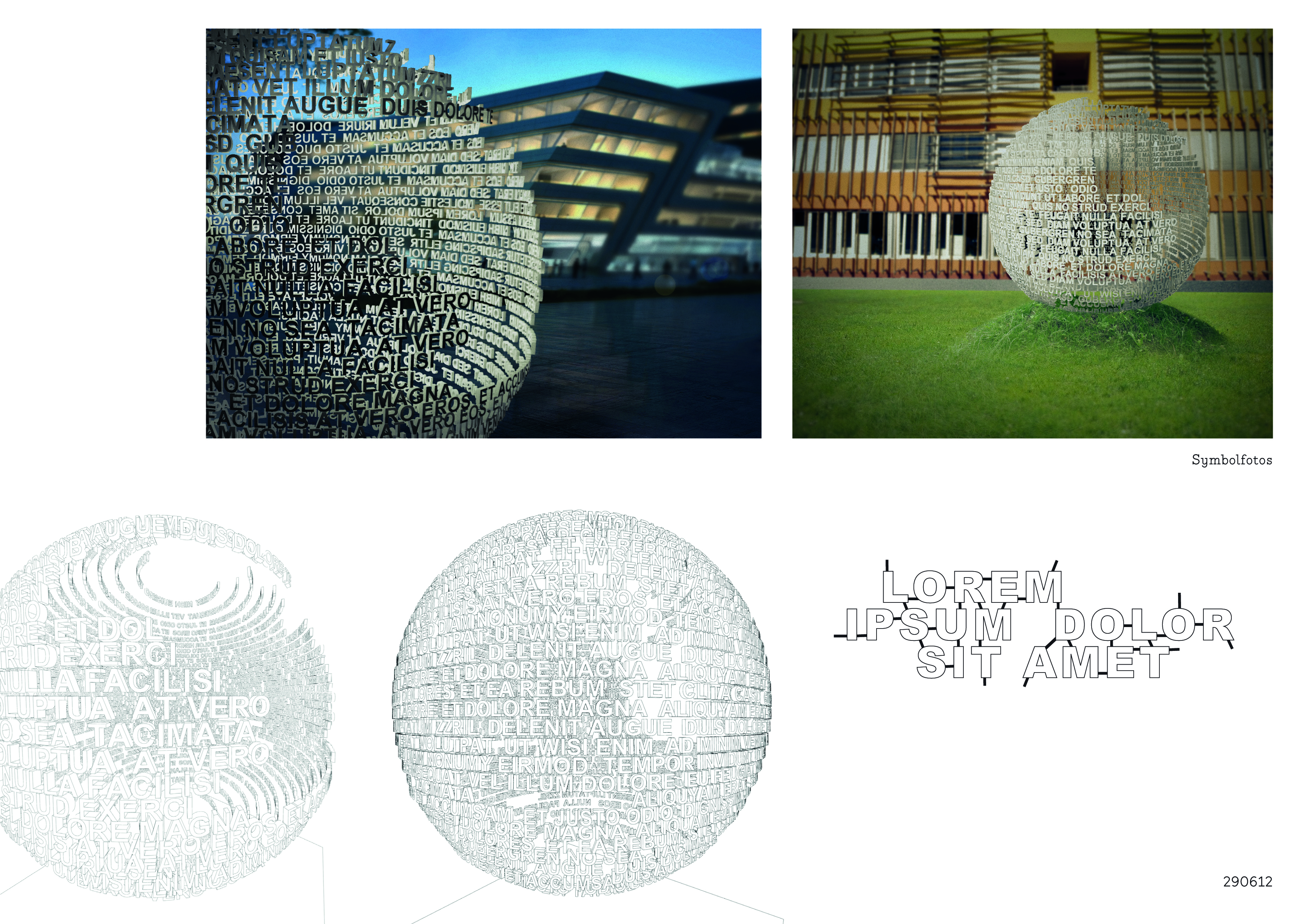
Entwurf für das Mahnmal von Alexander Felch

## Das Mahnmal für die vom NS-Regime verfolgten Angehörigen der Hochschule für Welthandel
Technische Daten: Nirosta / Grashügel, ca. 2,50 × 2,50 × 3,50 m, Campus WU, 2014.
Aus dem Wettbewerb ging der Wiener Konzeptkünstler Alexander Felch im Oktober 2013 mit seinem Entwurf für eine Skulptur in Form einer Kugel als Gewinner hervor. Der Siegerentwurf wurde in den darauffolgenden Monaten vom Künstler in Kooperation mit BUS Architektur umgesetzt und am 8. Mai 2014 feierlich eröffnet. Seine Arbeit wird von ihm wie folgt präsentiert:
Die Oberfläche der auf dem Grashügel ruhenden Kugel wird aus den Namen jener Personen, denen das Mahnmal gewidmet ist, ebenso gebildet wie aus den Leerräumen und Verbindungsstücken zwischen den Schriftzeichen. Durch ihre unregelmäßige Positionierung erhält die Kugel eine lebendige Ästhetik und verweist auf das Leben hinter den Namen. Diese werden so zu einer organischen Einheit, die ein gemeinsames Schicksal verbindet. Zugleich erscheinen sie wegen ihrer Anordnung als unüberschaubare Menge und stehen so auch für viele andere mit einem ähnlichen Schicksal.
Die seitliche Öffnung symbolisiert die Wunde, die die NS-Herrschaft hinterlassen hat. Damit bleibt das Mahnmal unvollendet und weist darauf hin, dass die Aufarbeitung der Geschehnisse vermutlich niemals vollendet sein kann. Die Unvollkommenheit der Gegenwart erinnert an die Fehler der Vergangenheit, die als Narbe bestehen bleiben.
2023 beschloss die WU Wien, 31 weitere Namen von Studierenden und Lehrenden der Hochschule für Welthandel, die in der Zwischenzeit als Opfer nationalsozialistischer Verfolgung identifiziert worden waren, dem bestehenden Mahnmal hinzuzufügen. Bei der Wiedereröffnung im Rahmen des 125-jährigen Bestehens der Hochschule wurde das Mahnmal am 5. Juni 2023 mit nun insgesamt 151 Namen am Campus der WU Wien präsentiert.

## Weitere Projekte der WU Wien zur Aufarbeitung ihrer nationalsozialistischen Vergangenheit

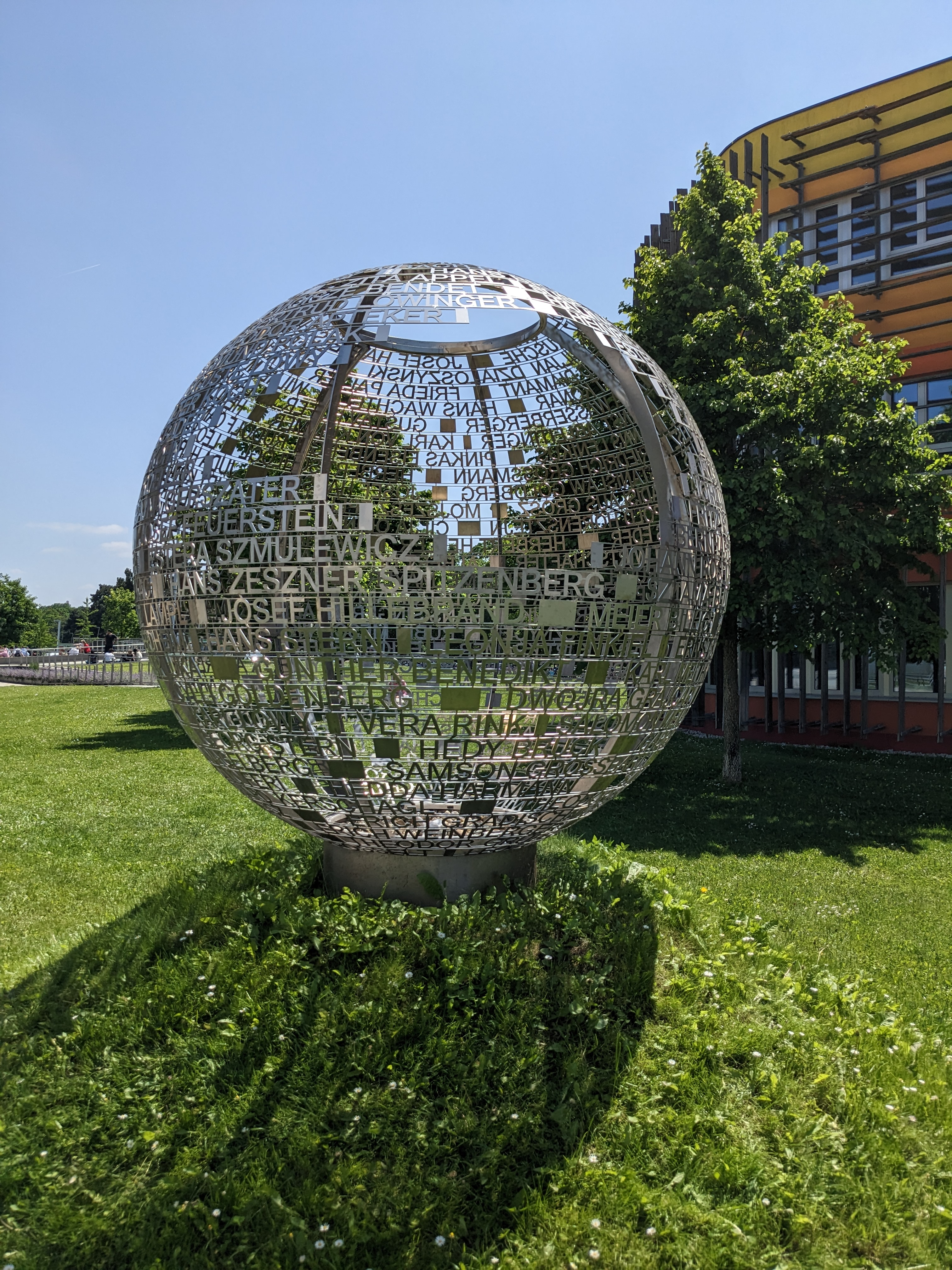
Mahnmal von Norden

Neben dem oben skizzierten Gedenkprojekt setzt sich die WU Wien in weiteren Projekten oder Initiativen mit ihrer Geschichte im Kontext der NS-Zeit auseinander. Hierzu zählen insbesondere:
- Provenienzforschungsprojekt:[10] Seit 2010 werden die historischen Buch- und Zeitschriftenbestände der Universitätsbibliothek auf mögliches Raubgut der Jahre 1933 bis 1945 beforscht. Ziel ist, entsprechende Druckwerke zu identifizieren und den ursprünglichen Besitzern bzw. deren Rechtsnachfolgern zurückzugeben.
- Identifizierung der jüdischen Studierenden aus Galizien, die bis 1938 an den beiden Vorgängerinstitutionen der WU Wien, der Export-Akademie (1898–1919) und der Hochschule für Welthandel (1919–1975), eingeschrieben waren. Die persönlichen Daten sowie entsprechende Scans der betreffenden Studierenden aus dem Universitätsarchiv der WU Wien sind seit 2021/2022 über die All Galicia Database[11] des Projektpartners Gesher Galicia[12] abrufbar, ein Projektbericht erschien 2022 in dessen Zeitschrift The Galitzianer.[13]
- Überprüfung von akademischen Ehrungen an Personen, die ein Naheverhältnis zum NS-Regime hatten.[14]
- Initiative Antisemitism at work,[15] die aus historischer, soziologischer und personalwirtschaftlicher Sicht den Fokus auf Antisemitismus am Arbeitsplatz legt.
- Durchführung von Einzelveranstaltungen mit Bezug zur NS-Zeit. Hierzu zählen z. B. die Podiumsveranstaltungen 50 Jahre Affäre Borodajkewycz[16] (9. Juni 2015) und Wo stehen die Universitäten 80 Jahre nach der Nazi-Zeit?[17] (24. April 2018). Im Rahmen des Gedenkprojekts (siehe oben) wurden am 28. November 2018 bei einem Gedenkkonzert symbolisch die akademischen Titel des Diplomkaufmanns und des Doktors der Handelswissenschaften an Richard Weihs zurückgegeben, die die Hochschule für Welthandel dessen Onkel Leopold Weiß im Zuge rassistisch motivierter Verfolgung aberkannt hatte.[18]